# 재지 아이비
JAZ 또는 Jazzy Ivy(본명: 김대각, Michael Kim, 1982년 11월 27일 ~ )는 대한민국의 힙합 가수이다. Rivers Crew와 Nu Soul Classic, Last Poets Avenue, Zulu Nation Corea 등의 크루 활동을 하였고, 데뷔 이래 각나그네, Superman IVY 등의 이름을 사용하였다. 소속 레이블이 자신이 세운 JAZZVIL Records이다.

## 바이오그래피

### 출생에서 데뷔까지
1982년 미국 뉴욕 브루클린에서 태어난 그는, 어릴 때부터 한국과 미국을 오가면서 자라났다. 미국에서의 거주 경험은 그에게 유창한 영어 실력뿐만이 아니라 흑인 문화와 자연스럽게 접할 수 있는 기회를 주었으며, 그것은 글을 쓰기 좋아하는 그의 성격과 맞물려 점차 MC의 꿈을 키워갈 수 있게 해주었다.
1998년 한국에 들어온 후 아방가르드 박과 함께 MPHONE이라는 그룹으로 음악활동을 시작, 이후, '흑사단'이라는 팀으로 활동, 한국 언더씬에서 활동을 하다가 미국으로 다시 돌아간 그는, 대학교를 다니는 한편 프리스타일 랩배틀에 간간히 참여하며 활동하였다. 그러다가 2002년 넋업사니와 함께 팀을 하기 위해 한국으로 돌아오며, 자신의 크루 Cubic (현 Junggigo), Born Kim 등과 함께 nusoulclassic으로 활동하게 된다. 이 크루는 《MP HIPHOP Project 2002 풍류》 앨범 수록곡인 〈뉴 소울 트레인〉에 참여하였다.

### 각나그네로서의 활동
데뷔 이후 DJ Soulscape 2집에 참여하면서 독특한 플로우와 시적인 가사로 주목을 받은 그는, 2004년 1월, 첫 번째 EP를 발표하고 본격적인 활동을 개시하였다. 여기서 그는 파워풀하고 스피디한 랩과, 여전히 의식적이고 시적 표현이 가미된 가사를 선보여 확실한 주목을 받게 되었다.
nusoulclassic은 이 시기부터 본격적인 활동을 시작하고, 활동의 일환으로 넋업사니와 함께 Napow라는 팀을 결성하여 활동하기도 하였다. 그리고 2005년에는 각나그네는 Cubic과 함께 Seoulstar를 결성하였으며, 그때로는 한국에서 생소한 개념이었던 싱글을 발매하여 활동하였다. 또한 파티 크루 360 사운드의 멤버로도 가입, dj soulscape, Make-1과 함께 Humorous 3라는 팀을 이루어 공연하였다.
2005년 11월 Seoulstar의 활동 기반이었던 아프로킹 레코드가 좀 더 체계적인 레이블 활동을 하기 위해 Foundation으로 바뀌고, 각나그네는 정식 계약을 맺으면서 정규 앨범 작업을 발표하였다. 그리고 이에 앞서, 2006년 두 장의 싱글을 발표하였다. 그리고 예고했던 가리온, 타블로, 강산에 등의 호화 참여진들이 피쳐링한 첫 정규 앨범을 이어 발표하였다. 앨범 활동 외에는, 힙합 문화 안에서 다방면의 요소들과 교집합을 이루는 활동들을 하였는데, 그 예로 360 사운드와 매달 파티를 주최하였으며, 비보이들과도 돈독한 교류를 나눠 여러 비보이 대회 호스트 MC를 맡았다. 2006년에는 KBS SKY에서 하는 비보이 관련 프로그램 Soul City의 진행을 맡기도 하였다. 또 2008 ~ 2009년에는 Seoul City Rockers라는 워크샵을 개최하며, 힙합 초기 사진작가 저멜 샤베즈, 조 콘조와 비보이의 상징 켄 스윕을 초대하기도 했다.

### 새로운 랩네임
정규 앨범 활동을 마친 각나그네는 간간히 Jiggy Fellaz 앨범 등의 각종 피쳐링 참여로 모습을 보였으며 Rivers Crew의 일원으로도 활동하였다. 그가 앨범으로 돌아온 것은 2007년 여름 싱글 Yes Yes Y'all로, 이때 그의 이름은 Superman Ivy로 바뀌어있었으며, 스타일 역시 Rivers Crew의 모토대로 올드 스쿨 경향으로 바뀌었다. 이 싱글에서 그는 Dok2와 합심하여 세 트랙을 담았다. 또 이 싱글은 Foundation에서 나와 자체적으로 세운 레이블 "Superman Ivy Records"의 첫 앨범이기도 하였다.
2008년 11월 세계적인 크루 Zulu Nation의 멤버가 된 것이 알려져 화제가 되었으며, 그에게 있어서도 이는 그가 찾고자 하는 본질에 가까이 다가서는 사건이었다. 이 시기에 그는 이름을 Jazzy Ivy a.k.a Jaz로 바꾸게 된다. Jazzy Ivy로서 처음 발표한 앨범은 한글보다 영어의 비중이 컸으며, 이미 JA + 에이조쿠 앨범의 수록곡 Planet Azure에서 보여주었던 그의 새로운 스타일이 물씬 드러났다.
한편 여전히 비보이 문화에 대한 관심은 높아 2009년에는 세계적인 B-Boy 축제 WORLDBBOYCLASSIC 호스트 MC로 초청을 받고 9월에는 네덜란드의 B-Boy 축제 THE NOTORIOUS 2009 IBE에 초청을 받았다. 이는 2008년에 이어 2년 연속으로 초청을 받은 것이었다.
2010년 간간히 피쳐링을 통해 모습을 보이던 그는 10월 오랜만에 앨범을 발표했으며, 이 앨범은 다시 Jazzy Ivy라는 이름을 사용하였다. 2011년 5월에는 결혼을 했다는 소식이 들려왔다. 그 이후 음악 활동은 줄어 사실상 중단되는 상태에 이르렀으며, 2012년 들어와서는 투게더 브라더스 앨범에 피쳐링하였고, 현재 네델란드에 거주 중이라는 근황이 밝혀졌다.
대표곡: Universoul, Jean & Andy, Mind Body & Seoul, 사랑이 있는 곳에 내가 있네, Yes Yes Y'all, NAA-BBUN-AUNG-DUNNG-E [SEOULSUPERBAADASSSSS], Blue Midnight, Ahwu, Organic Props, 〈마구마구〉

## 디스코그래피
- 2004년 1월 10일 incognito virtuoso EP
- 2006년 1월 17일 Jean & Andy 싱글
- 2006년 4월 3일 Mind Body & Seoul 싱글
- 2006년 5월 24일 Green Tour LP
- 2006년 8월 30일 Travellin' Man 모음집 (일본에서만 발매)
- 2007년 7월 5일 Yes Yes Y'all 싱글
- 2009년 4월 29일 JAZ[J  Z X] 싱글
- 2009년 7월 4일 SEOULSUPERBAADASSSSS 싱글
- 2010년 10월 13일 Illvibrative Motif LP

## 스타일
데뷔 시절 그의 랩 스타일은 빈틈없이 뱉는 스타일이었으며, 시적인 비유들로 가득한 가사들이였다. 이러한 스타일은 그의 데뷔 EP incognito virtuoso에 가장 두드러지게 드러나며, dj soulscape 앨범 Confusion, 마스터플랜 컴필 앨범에 실렸던 〈꿈의 여정〉이나 Origin 등으로 이어졌다.
2006년 Jean & Andy 싱글을 발표하며 그의 스타일의 변화가 찾아왔는데, 새로운 스타일은 라임이 단순해지고 랩이 느려진 반면, 전달 메시지가 명료하게 드러나는 특징이 있었다. 또한 이 싱글에는 슬램에 도전한 Midnight이라는 곡도 삽입되어있었다.
Superman Ivy로 이름을 바꾼 후 그는 또 한번 새로운 스타일을 정립하였다. 자신의 음악 스타일을 좀 더 원초적인 시절로 되돌리며, 7~80년대 힙합 태동의 시점의 영혼과 감성을 이어받아, 현시대에 적절한 "Brand New Old School" 스타일을 스스로 정립하고 시도하였다. 이 움직임에는 Rivers Crew가 함께하여 다양한 시도가 이루어졌다.
Zulu Nation 입단과 Jazzy Ivy로 개명을 한 이후에는, 좀 더 확장된 음악적 시도에 도전하는 그의 흔적들을 찾을수있게 된다. DJ Shinin'stone의 앨범 수록곡 Hypnotize를 기점으로, Ja + Aeizoku의 합작 앨범에서 planet azure, Von의 Ghosttape 수록곡 Mutant Diamond, Itta의 Re:pops! 수록곡 〈너와 나〉 등에서 그러한 시도들을 엿볼 수 있다. 그러한 확장된 시도는 마침내 자신의 정규앨범 Illvibrative Motif에서 하나의 결과물로 탄생하였고, 그간 다양한 접근법을 도전하던 그가 새로운 방향성을 제시하는 지표가 되었다.

## 비판
초반의 스타일에 관한 비판은 비교적 없었으나, 싱글을 내면서 스타일이 변하면서부터 일부에서는 그의 스타일을 비판하기도 하였다. 이는 이전보다 덜 타이트해진 플로우와 라임에서 기인한 것으로, 극단적인 이들의 "인맥 때문에 성공한 래퍼"라는 가십성 루머가 떠돌기도 하였다. 그러나 이는 "Jazzy Ivy"가 되기 전의 스타일에 대한 비판으로 주로 국한되어있다. 일부에서는 그가 음악적으로 표현하고자 했던 시도들이 과감했기에 호불호가 많이 갈리는 것은 사실이나, 그의 음악적 방향성과 방법론에 있어 한국힙합씬에 새로운 대안을 제시한 것은 사실이라는 의견도 제시되고 있다.

## 이름
- 각나그네(Gaknakunae)는 그가 초반에 썼던 이름으로, 본명인 '대각'과, "오직 시간 너머에 있는 약속들을 신뢰하고 기꺼이 영접하는 믿음과 고백의 입술뿐이라는 것"을 이해하고 그것을 실천하여 닮아 가고 싶은 의지에서 '나그네'란 이름을 붙여 지었다고 한다.[10] 2009년의 인터뷰에서 그는 각나그네라는 이름을 버리게 된 것에 관련해서, Foundation레코드의 불의한 행동과 관련된것임을 인터뷰를 통하여 밝힌바가 있다.[11]
- Incognito Virtuoso는 그가 사용하던 다른 이름으로, "무명의 예술가"란 뜻이다. 현재는 사용하지 않는다.
- Superman IVY는 그가 Jazzy Ivy 전에 썼던 이름으로, incognito virtuoso를 줄여서 IV라고 하다가 점차 Ivy가 되고, 아이비와의 혼동을 피하기 위해 Superman을 붙인 것이다. 새로  이름을 지은 이유에 대해 그는 새로운 정체성을 위해서 당연한 결정이었다고 힙합플레이야 인터뷰에서 밝혔다.
- Jazzy Ivy는 Zulu Nation 멤버가 된  이후로, Zulu Supreme Council에 의해 재탄생된 이름이다.[12] Jazzy Ivy라는 이름을 처음 공개한 후 인터뷰에서 그는 IVY가 자신의 본명이며, 앞에 붙는 Superman, Jazzy 등의 수식어는 7-80년대 때 유행하던 방식을 따라 붙인 수식어라고 말하였다.[11]
- JAZ는 2009년 그가 잠시 사용한 이름으로 Jazzy Ivy를 줄인 형태이다.

## 추가 문헌
- "JAZZY IVY'S DIMENSIONS & EXTENSIONS: ZULU NATION'S TRUE SCHOOL RADIO"
- "JAZZY IVY'S DIMENSIONS & EXTENSIONS: PERFORMANCE @ EODUB, NY" - 2009년 그의 뉴욕에서의 활동을 담은 영상